# Megachile rowlandi
Megachile rowlandi är en biart som beskrevs av Cockerell 1930. Megachile rowlandi ingår i släktet tapetserarbin, och familjen buksamlarbin. Inga underarter finns listade i Catalogue of Life.